# Duncan Faure
Duncan Faure (* 16. Dezember 1956 in Pretoria, Südafrika) ist ein südafrikanischer Musiker, Sänger und Songwriter.
Bekannt wurde Duncan Mitte der 1970er als Leadsänger der südafrikanischen Rockband Rabbitt. Mit der schottischen Band Bay City Rollers war er von 1978 bis 1981 als Leadsänger unterwegs und nahm mit ihr drei Alben auf. Zum Soundtrack Who’s That Girl des gleichnamigen Madonna-Films Who’s That Girl steuerte er 1987 den Song 24 Hours bei.
1997 heiratete er ein Jahr nach ihrem Einstieg als Perkussionistin in Duncans Band The First World Band Laurie McClain. Sie haben einen Sohn und eine Tochter.

## Diskografie
- 24 Hours
- Let It Be Right
- For The Rights Of All Man
- Pronounced Four-Uh 1
- Pronounced Four-Uh 2
- Take The Good
- The Very Best Of
- Letter From Britain